# Chalybion bengalense
Chalybion bengalense är en biart som först beskrevs av Anders Gustav Dahlbom 1845.
Chalybion bengalense ingår i släktet Chalybion och familjen grävsteklar. Inga underarter finns listade i Catalogue of Life.